# Giovanni D'Eramo
Pour les articles homonymes, voir D'Eramo.
Giovanni D'Eramo, né le 27 septembre 1921 à Rome, est un réalisateur et scénariste italien.

## Biographie
Pour ses débuts au cinéma, D'Eramo est co-réalisateur du documentariste Ugo Fasano (it) sur le film O.K. John, réalisé en 1946. Il écrit quelques scénarios jusqu'en 1962 ; il a parfois été engagé comme assistant réalisateur. Vers la fin des années 1950, il effectue également plusieurs séjours en Espagne. Après avoir écrit un scénario pour Duccio Tessari en 1971, D'Eramo a mis en scène trois ans plus tard le drame La Mort lente.

## Filmographie

### Réalisateur
- 1946 : O.K. John
- 1974 : La Mort lente (La moglie giovane)